# Cedemon tristis
Cedemon tristis – gatunek chrząszcza z rodziny kózkowatych i podrodziny zgrzypikowych. Jedyny przedstawiciel rodzaju Cedemon.

## Zasięg występowania
Gatunek ten występuje na Madagaskarze.